# Victoria Fútbol Club de Medellín
El Victoria Fútbol Club de Medellín fue un club aficionado de fútbol con sede en la ciudad de Medellín, Colombia. Inicialmente un participante de la Liga Antioqueña de Fútbol aficionado, paso a la historia como uno de los 13 clubes fundadores de la División Mayor del Fútbol Colombiano, que dio nacimiento a la era profesional del fútbol en el país, y por ser el único de estos fundadores que nunca llegó a disputar alguna de sus competiciones (la Categoría Primera A y la Copa Colombia.)